# Гортанная смычка
Горта́нная смы́чка, твёрдый при́ступ — глухой гортанный взрывной согласный звук, используемый во многих языках и получаемый смыканием голосовых связок, которые затем под напором воздуха резко размыкаются со взрывным звуком. Органы ротовой полости при этом находятся в покое или готовятся к произнесению следующего звука.

## Распространённость
| Язык                  | Язык                        | Слово      | МФА                      | Перевод                    | Примечание                                                        |
| --------------------- | --------------------------- | ---------- | ------------------------ | -------------------------- | ----------------------------------------------------------------- |
| Абхазский             | Абхазский                   | ҟаи        | [ʔaj]                    | «нет»                      | см. абхазскую фонологию                                           |
| Арабский              | Литературный                | الله       | МФА: [ʔɑlˤˈlˤɑːh]о файле | «Бог, Аллах»               | см. арабскую фонологию                                            |
| Арабский              | Литературный                | ماء        | [ma:ʔ]                   | «вода»                     |                                                                   |
| Арабский              | Центральные диалекты        | شقة        | [ʃæʔʔɐː]                 | «квартира»                 | соответствует фонеме /q/ в литературном арабском языке.           |
| Бикольский            | Бикольский                  | ba-go      | [ˈbaːʔgo]                | «новый»                    |                                                                   |
| Аварский              | Аварский                    | вабаъ      | [wabaʔ]                  | «холера»                   | помимо заимствований из русского языка                            |
| Кумыкский             | Кумыкский                   | маъна      | [maʔna]                  | «смысл, значение»          | помимо заимствований из русского языка                            |
| Таджикский            | Таджикский                  | баъд       | [baʔd]                   | «после»                    | часто используется только в заимствованиях(особенно из арабского) |
| Бирманский            | Бирманский                  | မ္ရစ္‌မ္ယား      | [mjiʔ mjà]               | «реки»                     | см. ката и тата                                                   |
| Русский               | Русский                     | не-а       | [ˈnʲeʔə]                 | «нет»                      |                                                                   |
| Рутульский            | Рутульский                  | saa't      | [säːt]                   | «часы»                     |                                                                   |
| Себуанский            | Себуанский                  | bag-o      | [ˈbaːgʔo]                | «новый»                    |                                                                   |
| Чаморро (язык)        | Чаморро (язык)              | halu’u     | [həluʔu]                 | «акула»                    |                                                                   |
| Лезгинский            | Лезгинский                  | ваъ / wa'  | [waʔ]                    | «нет»                      |                                                                   |
| Мегрельский           | Мегрельский                 | ჸოროფა     | [ʔɔrɔpʰɑ]                | «любовь»                   |                                                                   |
| Ингушский и чеченский | Ингушский и чеченский       | кхоъ / qoə | [qoʔ]                    | «три»                      |                                                                   |
| Чешский               | Чешский                     | používat   | [poʔuʒiːvat]             | «использовать»             | см. чешскую фонологию                                             |
| Датский               | Датский                     | hånd       | [hɞnʔ]                   | «рука»                     | см. толчок                                                        |
| Голландский           | Голландский                 | beamen     | [bəʔamən]                | «подтверждать»             | см. голландскую фонологию                                         |
| Английский            | Кокни                       | cat        | [kʰɛ̝ʔ]                   | «кошка»                    |                                                                   |
| Английский            | Американский английский     | cat        | [kʰæʔt]                  | «кошка»                    |                                                                   |
| Английский            | Нормативное произношение    | button     | [b̥ɐʔn̩]                   | «пуговица, кнопка»         |                                                                   |
| Финский               | Финский                     | linja-auto | [ˈlinjɑʔˈɑuto]           | «автобус»                  | см. финскую фонологию                                             |
| Немецкий              | северные диалекты немецкого | Beamter    | [bəˈʔamtɐ]               | «государственный служащий» | см. немецкую фонологию                                            |
| Гуарани (язык)        | Гуарани (язык)              | avañe’ẽ    | [aʋaɲẽˈʔẽ]               | «Гуарани»                  |                                                                   |
| Иврит                 | Иврит                       | מַאֲמָר       | [maʔamaʁ]                | «статья»                   | см. фонологию иврита                                              |
| Выруский              | Выруский                    | piniq      | [ˈpinʲiʔ]                | «собаки»                   |                                                                   |

### Русский язык
В разговорном русском языке гортанная смычка произносится в некоторых междометиях, например, «не-а»; или если при стечении двух гласных звуков сделать очень чёткое разграничение между ними (соавтор, му-ар, у-Ивана, по-одному).
В русском языке такой лёгкий взрыв не имеет никакого смыслоразличительного значения.

### Немецкий язык
В контексте немецкого языка гортанная смычка называется «твёрдым приступом» (нем. Knacklaut). Этот звук произносится в начале слов и на стыке морфем, начинающихся с гласных, напр. ’offen «открытый». Именно этот звук придаёт специфическую резкость немецкой речи.

### Семитские языки
В семитских языках гортанная смычка представляет собой, как правило, полноценную фонему.
В иврите обозначается буквой א (алеф). В современном иврите произносится далеко не всегда; кроме того, букву ע (аин), некогда обозначавшую фарингальный согласный ʕ, иногда также произносят как гортанную смычку.
В арабском языке обозначается символом ء (хамза) и является «полноправным» согласным звуком. «Хамза» и «айн», как и всякие другие согласные, могут удваиваться. Примеры: رَأْسٌ رئيس سيئٌ أَمْرٌ .
Гласные в соседстве с «хамзой» произносятся так же, как при сочетании их со средними согласными.

### Бирманский язык
В бирманском языке гортанная смычка обозначается знаками ката и тата.

## В искусственных языках
Гортанная смычка встречается и в искусственных языках, например, на’ви — вымышленном языке туземцев Пандоры из фильма «Аватар», и гоа’улдском — языке одной из рас вселенной Звёздных врат.